# Zhengzhou Open
Zhengzhou Open, oficiálně Bank of Communications Zhengzhou Open, byl profesionální tenisový turnaj žen hraný v čínském Čeng-čou, hlavním městě čínské provincie Che-nan. Založen byl v roce 2014, kdy se stal součástí ženského okruhu ITF. V letech 2017–2018 patřil do série WTA 125 s dotací 125 000 dolarů. V sezóně 2023 se konal v kategorii WTA 500, která na okruhu WTA Tour v roce 2021 nahradila kategorii WTA Premier.
V roce 2024 přešla licence WTA 500 ze Zhengzhou Open na ningposký Ningbo Open, který jej v kalendáři nahradil v říjnovém 42. týdnu sezóny.

## Historie
Turnaj v Čeng-čou byl založen roku 2014 v rámci ženského okruhu ITF, s dotací posledního ročníku 50 tisíc dolarů. V letech 2017 s 2018 se konal pod názvem Zhengzhou Women's Tennis Open v kvalitativně vyšší sérii WTA 125K organizované Ženskou tenisovou asociací. V únoru 2019 WTA oznámila jeho dodatečné zařazení do kalendáře okruhu WTA Tour 2019, když pořadatelé newhavenského Connecticut Open turnaj zrušili pro nezajištění finančních nákladů. Čínský turnaj jej nahradil v kategorii WTA Premier 700 a v zářijovém termínu se stal úvodní událostí čínské části okruhu.
Spoluorganizátory se v roce 2019 staly společnost APG, Central Plains Tennis Centre a China Open. Rekonstrukce Čengčouského tenisového centra zahrnula výstavbu hlavní arény pro 8 tisíc diváku, s dokončením v roce 2020. Do dvouhry nastupovalo dvacet osm singlistek a čtyřhry se účastnilo šestnáct párů.
Čínská část okruhu byla v letech 2020 a 2021 zrušena kvůli pandemii covidu-19. Ženská tenisová asociace od prosince 2021 do dubna 2023 bojkotovala čínské turnaje v důsledku kauzy zmizení čínské tenistky Pcheng Šuaj. Čengčouskou událost tak v ročnících 2020, 2021 a 2022 nahradil nově založený Ostrava Open v Česku.

## Přehled finále

### Dvouhra
| Rok  | vítězka                                                 | finalistka                                              | výsledek                                                | kategorie        |
| ---- | ------------------------------------------------------- | ------------------------------------------------------- | ------------------------------------------------------- | ---------------- |
| 2014 | Čang Kchaj-lin                                          | Sü I-fan                                                | 7–5, 6–4                                                | ITF – 25 000 USD |
| 2015 | Wang Ja-fan                                             | Tuan Jing-jing                                          | 6–4, 6–4                                                | ITF – 25 000 USD |
| 2016 | Anastasija Pivovarovová                                 | Lu Ťing-ťing                                            | 6–4, 6–4                                                | ITF – 50 000 USD |
| 2017 | Wang Čchiang                                            | Pcheng Šuaj                                             | 3–6, 7–6(7–3), 1–1skreč                                 | WTA 125K         |
| 2018 | Čeng Saj-saj                                            | Wang Ja-fan                                             | 5–7, 6–2, 6–1                                           | WTA 125K         |
| 2019 | Karolína Plíšková                                       | Petra Martićová                                         | 6–3, 6–2                                                | WTA Premier      |
| 2020 | zrušeno kvůli pandemii koronaviru a zmizení Pcheng Šuaj | zrušeno kvůli pandemii koronaviru a zmizení Pcheng Šuaj | zrušeno kvůli pandemii koronaviru a zmizení Pcheng Šuaj | WTA Premier      |
| 2021 | zrušeno kvůli pandemii koronaviru a zmizení Pcheng Šuaj | zrušeno kvůli pandemii koronaviru a zmizení Pcheng Šuaj | zrušeno kvůli pandemii koronaviru a zmizení Pcheng Šuaj | WTA 500          |
| 2022 | zrušeno kvůli pandemii koronaviru a zmizení Pcheng Šuaj | zrušeno kvůli pandemii koronaviru a zmizení Pcheng Šuaj | zrušeno kvůli pandemii koronaviru a zmizení Pcheng Šuaj | WTA 500          |
| 2023 | Čeng Čchin-wen                                          | Barbora Krejčíková                                      | 2–6, 6–2, 6–4                                           | WTA 500          |

### Čtyřhra
| Rok  | vítězky                                                 | finalistky                                              | výsledek                                                | kategorie        |
| ---- | ------------------------------------------------------- | ------------------------------------------------------- | ------------------------------------------------------- | ---------------- |
| 2014 | Čan Ťin-wej Liang Čchen                                 | Chan Sin-jün Čang Kchaj-lin                             | 6–3, 6–3                                                | ITF – 25 000 USD |
| 2015 | Han Na-re Čang Su-džong                                 | Liou Čchang Čang Ling                                   | 6–0, 6–3                                                | ITF – 25 000 USD |
| 2016 | Sün Fang-jing Jou Siao-ti                               | Akgul Amanmuradovová Michaela Hončová                   | 1–6, 6–2, [10–7]                                        | ITF – 50 000 USD |
| 2017 | Chan Sin-jün Ču Lin                                     | Jacqueline Caková Julia Glušková                        | 7–5, 6–1                                                | WTA 125K         |
| 2018 | Tuan Jing-jing Wang Ja-fan                              | Naomi Broadyová Yanina Wickmayerová                     | 7–6(7–5), 6–3                                           | WTA 125K         |
| 2019 | Nicole Melicharová Květa Peschkeová                     | Yanina Wickmayerová Tamara Zidanšeková                  | 6–1, 7–6(7–2)                                           | WTA Premier      |
| 2020 | zrušeno kvůli pandemii koronaviru a zmizení Pcheng Šuaj | zrušeno kvůli pandemii koronaviru a zmizení Pcheng Šuaj | zrušeno kvůli pandemii koronaviru a zmizení Pcheng Šuaj | WTA Premier      |
| 2021 | zrušeno kvůli pandemii koronaviru a zmizení Pcheng Šuaj | zrušeno kvůli pandemii koronaviru a zmizení Pcheng Šuaj | zrušeno kvůli pandemii koronaviru a zmizení Pcheng Šuaj | WTA 500          |
| 2022 | zrušeno kvůli pandemii koronaviru a zmizení Pcheng Šuaj | zrušeno kvůli pandemii koronaviru a zmizení Pcheng Šuaj | zrušeno kvůli pandemii koronaviru a zmizení Pcheng Šuaj | WTA 500          |
| 2023 | Gabriela Dabrowská Erin Routliffeová                    | Šúko Aojamová Ena Šibaharaová                           | 6–2, 6–4                                                | WTA 500          |